# Trifolium tomentosum
Trifolium tomentosum — вид рослин родини Бобові (Fabaceae). Етимологія: лат. tomentosum — «волохатий». Характеризується наявністю волохатої кулястої плодової чашечки, решта рослини гола.

## Опис
Однорічна трав'яниста рослина, що досягає висоти росту між 5 і 25 сантиметрами. Стебла сланкі або прямостоячі, розгалужені. Листя трійчасте; листочки 3–15(20) мм, зубчасті. Суцвіття 6–13 мм в діаметрі, кулясті. Квітки рожевого кольору, дрібні. Плоди з 1–2 насінням. Насіння жовте, від 1 до 2 мм. Квітне з березня по липень.

## Поширення
Поширення: Африка: Алжир; Єгипет; Лівія; Марокко; Туніс; Судан [пн.-сх.]. Західна Азія: Кіпр; Іран; Ірак; Ізраїль; Йорданія; Ліван; Сирія; Туреччина. Кавказ: Азербайджан; Грузія. Південна Європа: Албанія; Колишня Югославія; Греція [вкл. Крит]; Італія [вкл. Сардинія, Сицилія]; Франція [вкл. Корсика]; Португалія [вкл. Мадейра]; Гібралтар; Іспанія [вкл. Балеарські острови, Канарські острови]. Населяє більш-менш сухі луки, узбіччя, та ін.; 0-1500 м.

## Галерея

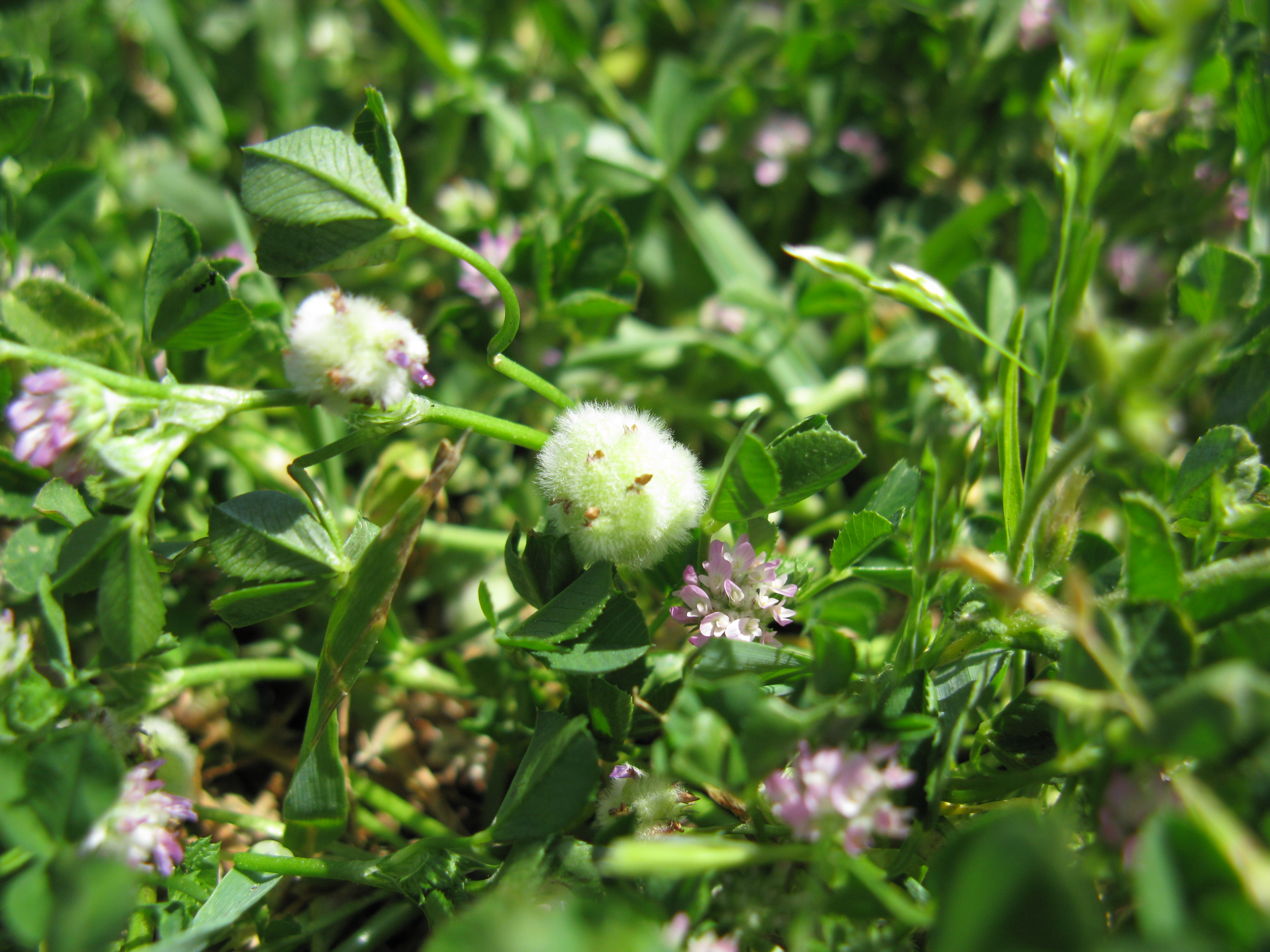
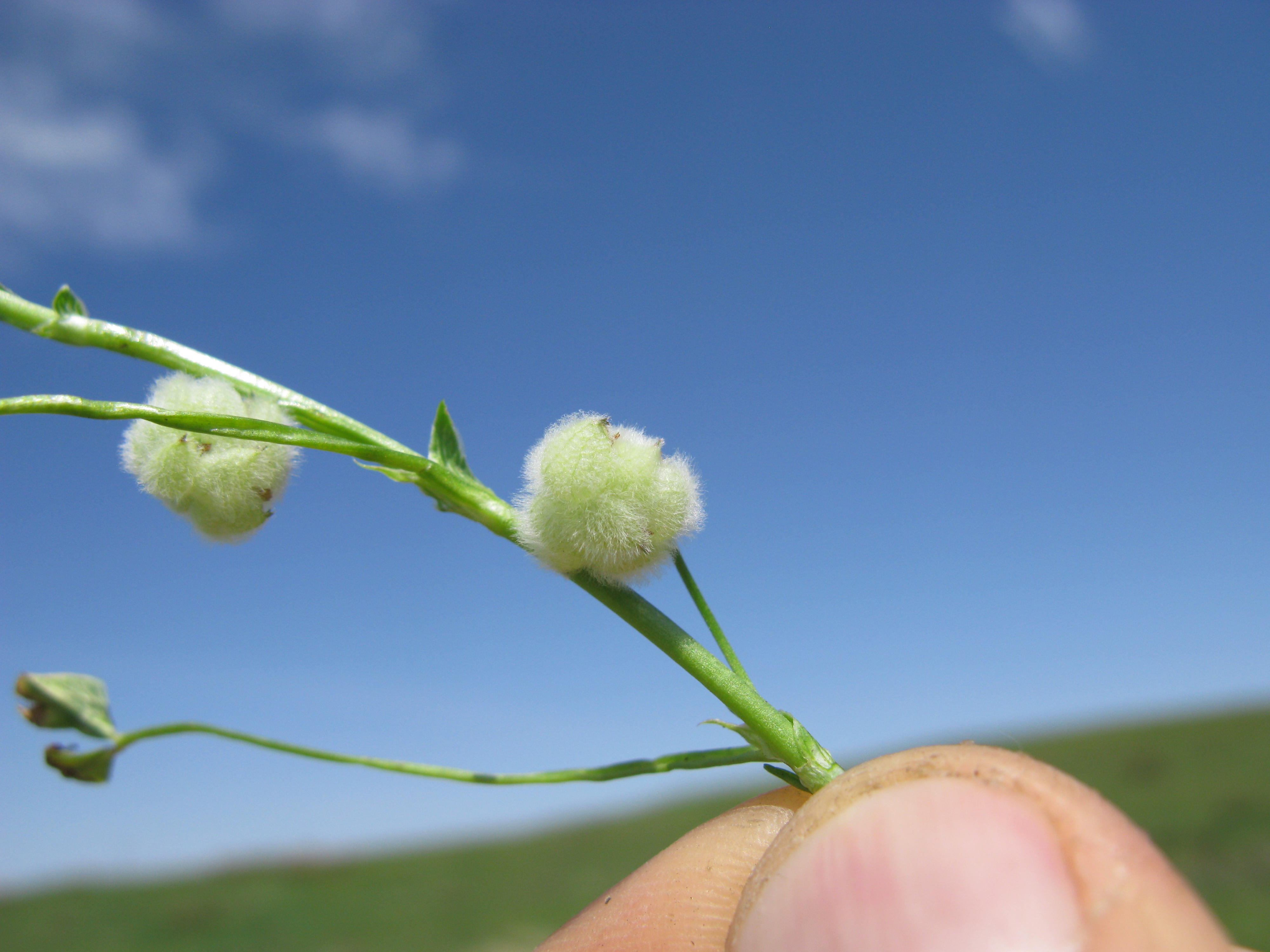